# Ієронім Загоровський
Загоровський (чернече ім'я Ієронім; *1741, ймовірно, Львівщина — †25 листопада 1804, Київ) — український церковний діяч, ігумен, настоятель Київського Видубицького монастиря, ректор Новгород-Сіверської духовної семінарії.

## Біографія
Походив з українського шляхетського роду. Небіж Й. Загоровського. Навчався у Києво-Могилянській Академії в кінці 50-х-60-х років.
По закінченню прийняв чернечий постриг у Києво-Печерській Лаврі (1770), де був проповідником.
1772 3агоровського викликано до Москви (19 травня 1775 став намісником Звенигородського Савин-Сторожевського Різдвобогородицького монастиря під Москвою). З 1776 — префект Звенигородської семінарії.
1779 3агоровського переведено ігуменом до Орловського Успенського монастиря і призначено префектом Орловської семінарії. З 22 червня 1796 — настоятель Гамаліївського Різдвобогородицького Харлампіївого монастиря біля Глухова і ректор Новгород-Сіверської семінарії. 1799 вийшов указ про відрядження його до Нижньогородського Печерського монастиря, але через хворобу він відмовився їхати.
Дістав посаду настоятеля Київського Видубицького монастиря, де й помер.